# Мостки (Остшешовський повіт)
Мо́стки (пол. Mostki) — село в Польщі, у гміні Кобиля Ґура Остшешовського повіту Великопольського воєводства.
Населення — 174 особи (2011).
У 1975—1998 роках село належало до Каліського воєводства.

## Демографія
Демографічна структура станом на 31 березня 2011 року:
|          | Загалом | Допрацездатний вік | Працездатний вік | Постпрацездатний вік |
| -------- | ------- | ------------------ | ---------------- | -------------------- |
| Чоловіки | 90      | 18                 | 62               | 10                   |
| Жінки    | 84      | 21                 | 47               | 16                   |
| Разом    | 174     | 39                 | 109              | 26                   |